# ۵۸۶ (قمری)
۵۸۶ (قمری)، پانصد و هشتاد و ششمین سال در گاهشماری هجری قمری است. اول محرم این سال برابر با پانزدهم فوریه سال ۱۱۹۰ میلادی است.

## وابسته
- ابن ابی الحدید
- اسلام در نپال